# Mekonnen Mesghena

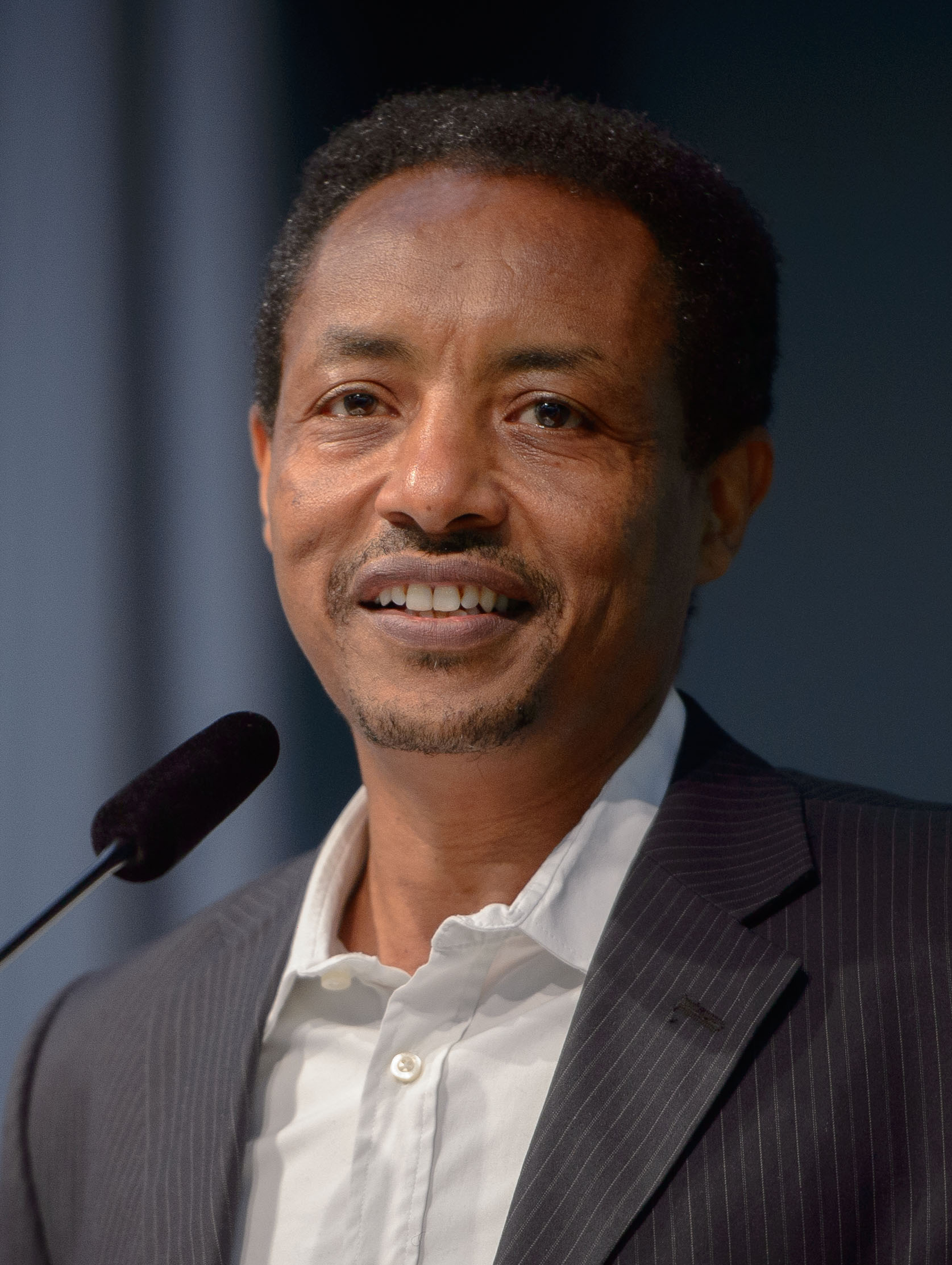
Mekonnen Mesghena (2015)

Mekonnen Mesghena (* in der Provinz Eritrea, Äthiopien) ist ein deutscher Journalist und Referent für „Migration & Diversity“ bei der Heinrich-Böll-Stiftung.

## Leben
Mesghena wurde im damals von Äthiopien annektierten Eritrea geboren; seit 1980 lebt er in Deutschland, wo er Anfang der 1990er Jahre eingebürgert wurde. Er studierte Journalistik und Geschichte an der Technischen Universität Dortmund und absolvierte ein Volontariat beim WDR. Er war Sprecher des „Dritte Welt Journalisten Netzes“ und 1993 Mitbegründer von Media Watch Germany. Nach dem Ende des Eritreischen Unabhängigkeitskrieges engagierte er sich bei der Umstrukturierung des dortigen Rundfunks. Seit 1995 ist er für die Heinrich-Böll-Stiftung tätig. 
Ende 2012 wandte er sich in einem Brief an den Thienemann Verlag und bat – letztlich erfolgreich – darum, die Begriffe „Negerlein“, „Türken“, „kleine Chinesen“, „Zigeuner“ etc. aus Otfried Preußlers Kinderbuch Die kleine Hexe zu streichen, womit er eine Debatte über diskriminierenden Sprachgebrauch in Kinderbüchern auslöste, die auch internationale Beachtung fand.

## Bibliografie
- Yirgalem Fisseha Mebrahtu: Ich bin am Leben. Gedichte, Heidelberg 2023 (übersetzt zusammen mit Kokob Semere und Miras Walid)